# Битолски листове
Битолските листове са среднобългарски книжовен паметник, октоих (осмогласник) от XII век.

## История
Ръкописът е открит в Битоля от Йордан Иванов.

## Описание
Паметникът представлява два пергаментни листа от осмогласник с размери 21 х 14,5 cm, като писаната площ е 17,5 х 13,5 cm. Листовете при откриването им са силно пострадали. На първа и трета страница има по 30 реда, на втората 28, а на четвъртата – 31. Трета страница не е продължение на втора – между тях е имало други листове.
Съдейки по почерците, авторите са двама, като единият е основен. Вторият книжовник е написал само четири реда на трета и четири реда на четвърта страница. Писмото на основния автор е уставно, неугледно и архаично, като прилича на това на Добромировото евангелие. Вторият почерк е по-хубав, по-гъст и с въздълги букви. 
В езика на паметника юсовете се заменят взаимно. Еровете стоят ту на етимологичните си места, ту се заменят взаимно, ту се изясняват – ъ в о, ь в е, което показва югозападнобългарски произход. Звукът ы е предаван правилно, само един път е заменен с ъ и един път е изпуснат. Това според Йордан Иванов показва, че във времето на писане на паметника ы се е произнасял близо до ъ и не като дифтонг. Наречието вьсегда е предадено като вседга.

## Издания
- Ивановъ, Йорданъ. Български старини изъ Македония. Второ, допълнено издание.   София, Издава Българската академия на наукитѣ, Държавна печатница, 1931. с. 446 - 452.